# Ferrovie Keihan
Le Ferrovie Keihan (京阪電気鉄道?, Keihan Denkitetsudō) sono una delle maggiori compagnie ferroviarie giapponesi private, e offrono servizi ferroviari e bus suburbani fra i centri di Osaka e Kyoto, collegando ad esse anche le città presenti nell'area, nonché la città di Ōtsu nella prefettura di Shiga. I principali terminali della compagnia sono le stazioni di Yodoyabashi e di Nakanoshima a Osaka, mentre dopo l'ingresso a Kyoto la ferrovia si trasforma in una linea metropolitana che serve parte dell'area orientale della città, correndo da sud a nord.

## Storia
Keihan iniziò il servizio di trasporto viaggiatori fra Kyoto e Osaka nel 1910 come la prima ferrovia collegante i due centri, e la prima alla sinistra del fiume Yodo. In seguito le Ferrovie Keihan acquistarono le linee Ōtsu. Negli anni venti costruirono la ferrovia Shinkeihan  (新京阪鉄道?, Shin-keihan-tetsudō) più a nord, che in seguito sarebbe passata sotto il controllo delle Ferrovie Hankyū divenendo la Linea principale Hankyū Kyōto.
Nel 1943, con il potere derivato dal Land Transport Business Coordination Act (陸上交通事業調整法?, rikujō-kōtsū-jigyō-chōsei-hō) (Atto n° 71 del 1938), Keihan fu costretta, durante il periodo bellico a fondersi con le Ferrovie Keihanshin Kyūkō (京阪神急行電鉄?, Keihanshin Kyūkō Dentetsu). Nel 1949 le Ferrovie Keihan ripresero il normale esercizio, dopo aver ceduto alle Ferrovie Hankyū la linea Shinkeihan.

## Linee ferroviarie

### Linee correnti
- Linea Keihan
  - Linea principale Keihan (京阪本線, Yodoyabashi - Sanjō)
  - Linea Ōtō (鴨東線, Sanjō - Demachiyanagi)
  - Linea Nakanoshima (中之島線, Nakanoshima - Temmabashi)
  - Linea Katano (交野線, Hirakatashi - Kisaichi)
  - Linea Uji (宇治線, Chūshojima - Uji)
- Linea Ōtsu
  - Linea Keishin (京津線, Misasagi - Hamaōtsu)
  - Linea Ishiyama Sakamoto (石山坂本線, Ishiyamadera - Sakamoto)
- Altre linee
  - Funicolare Keihan (京阪鋼索線) chiamata anche Funicolare Iwashimizu-Hachimangū (石清水八幡宮参道ケーブル)

### Linee abbandonate
- Linea Ōtsu
  - Linea Keishin (Keishin-Sanjō - Misasagi)

## Tariffe
Prezzo del biglietto singolo (adulti) in Yen giapponesi in base alla distanza:
| Distanza (km) | Tariffa (JPY) |
| ------------- | ------------- |
| 1-3           | 150           |
| 4-7           | 200           |
| 8-12          | 260           |
| 13-17         | 300           |
| 18-22         | 320           |
| 23-28         | 340           |
| 29-34         | 360           |
| 35-40         | 380           |
| 41-46         | 390           |
| 47-52         | 400           |
| 53-54         | 410           |

Sono accettate anche le carte ricaricabili PiTaPa e ICOCA.